# Patricia Griffin
Patricia Griffin (sinh ngày 24 tháng 10 năm 1907, mất năm 1986) là một y tá và nhân viên xã hội tình nguyện người Montserrat. Bà không chỉ làm điều dưỡng mà còn sáng lập Hội Phúc lợi cho Người Cao Tuổi, có đóng góp trong việc phát triển chương trình giáo dục mầm non và thành lập một hiệp hội bảo vệ người tiêu dùng trên đảo. Tên bà được đặt cho một học bổng giáo dục. Bà cũng được vinh danh trên một con tem hình chân dung của bà.

## Tuổi trẻ
Patricia Constance Wilhelmina Haines sinh ngày 24 tháng 10 năm 1907 tại Giáo xứ Saint Anthony, Montserrat là con gái của bà Jane (họ thời con gái là Bell) và ông FW Haines. Mẹ bà là một người gốc Ailen nhập cư từ Antigua và cha bà là một hiệu trưởng người Anh, từng là giáo sĩ của Giáo xứ Saint Anthony trong bốn mươi năm. Theo thông lệ của thời đó, bà được giáo dục ở Anh, tham gia các lớp điều dưỡng tại Bệnh viện St Thomas và Bệnh viện Phụ sản Battersea ở London.

## Sự nghiệp
Năm 1939, bà trở lại vùng biển Caribbean với tư cách y tá trưởng của Bệnh viện Roseau của Dominica. Sau đó, bà làm việc tại Bệnh viện Holberton của Antigua và Bệnh viện Nevis ' Alexandra. Năm 1942, bà kết hôn với bác sĩ Charles Norman Griffin vào năm 1942 và cải họ theo chồng.
Sau khi kết hôn, bà Griffin sống tại nhiều nơi thuộc quần đảo Leeward nơi chồng bà làm bác sĩ và tại Anh. Họ có ba đứa con,  Mary Patricia và Elizabeth Constance, được sinh ra ở Antigua  và một con trai, John. Sau này, Mary trở thành giáo viên mỹ thuật và xây dựng chương trình nghệ thuật tại trường trung học Montserrat, thuộc Plymouth, Montserrat. Elizabeth trở thành nữ luật sư đầu tiên của Montserrat  và John trở thành một bác sĩ tại Anh. Năm 1964, gia đình quay lại Montserrat. Tại đây nơi Griffin làm y tá cho các ca phẫu thuật của chồng mình.
Năm 1964, bà Griffin thành lập Hội Phúc lợi cho Người Cao Tuổi (Old People's Welfare Association, gọi tắt là OPWA). Hội có nhiệm vụ chăm sóc người trên 70 tuổi và thanh thiếu niên khuyết tật hoặc cần trợ giúp đặc biệt. OPWA chia đất nước thành các quận, mỗi quận có các hướng đạo sinh đánh giá mức độ thiếu thốn chăm sóc, nơi ở, dinh dưỡng của nhóm trên. Bà đóng vai trò là người gây quỹ chính của hội nhằm cung cấp chăm sóc tại nhà hoặc sửa chữa nơi ở cho những người không tự làm được. Bà tổ chức một dự án nhà ở cho người cao tuổi. Theo đó, dự kiến sẽ có chín căn nhà và dịch vụ cộng đồng. Bà gây quỹ được cho bốn căn, và chính phủ tài trợ thêm hai căn nữa.
Bà từng điều hành Hội Chữ thập đỏ và YWCA. Bà cũng giúp thành lập chương trình mầm non đầu tiên trên đảo. Công việc của bà tại những tổ chức này giúp Hội Người tiêu dùng Montserrat phát triển từ 1966 tới 1972 với mục tiêu cải thiện giáo dục về hàng tiêu dùng. Tổ chức này nhắm tới những mục như dinh dưỡng và chất lượng hàng hóa, có ấn bản thường kỳ tên là Consumer Concern (tạm dịch là Mối Lo ngại của Người tiêu dùng). Sau khi chồng bà qua đời năm 1976, Griffin chuyển tới Anh để sống gần con trai.

## Qua đời và di sản
Griffin qua đời năm 1986 tại Darwen, Lancashire, Anh. Năm 1987, các con của bà đã thành lập Quỹ ủy thác Norman và Patricia Griffin để hỗ trợ học sinh trung học và sinh viên đại học trên đảo bằng cách trao tặng học bổng giáo dục. Năm 2006, bà được truy tặng bằng một con tem do Chính phủ Montserrat phát hành, công nhận những đóng góp của bà cho phúc lợi xã hội của đảo quốc này.

### Trích dẫn
1. 1 2 3 4 5 6 7 8 9 10  Fergus 1996.
2. 1 2 3 4 5 6 7  Mott 2006.
3. ↑  The Virgin Islands Daily News 1969.
4. ↑  Fergus 1996, tr. 94.